# Endoptychum
Endoptychum is een geslacht van schimmels behorend tot de familie Agaricaceae. De typesoort is Endoptychum agaricoides, maar deze werd heringedeeld naar het geslacht Chlorophyllum als Chlorophyllum agaricoides.

## Soorten
Volgens Index Fungorum telt het geslacht drie soorten (peildatum december 2023):
| Soortnaam             | Auteur(s)         | Publicatiejaar |
| --------------------- | ----------------- | -------------- |
| Endoptychum depressum | Singer & A.H. Sm. | 1958           |
| Endoptychum kolya     | Grgur.            | 1997           |
| Endoptychum moongum   | Grgur.            | 1997           |